# Седефкар Мехмед-ага
Седефкар Мехмед Ага Бичакчиу (тур. Sedefkâr Mehmet Ağa) или Седефкар Мехмети Эльбасанский (около 1540—1617) — османский архитектор, известный как строитель Голубой мечети в Стамбуле.

## Биография
Мехмед Ага родился около 1540 года. По данным биографа Джафера Эфенди, он был родом из города Эльбасан, расположенном на территории современной Албании. В 1563 его привезли в Стамбул в результате набора по девширме для поступления в янычарский корпус или дворцовые школы. После шести лет обучения в качестве «аджемиоглана» («чужеземного мальчика») Мехмед Ага начал заниматься музыкой. На протяжении последующих 20 лет он специализировался на создании инкрустаций из перламутра, благодаря чему получил прозвище Седефкар, что переводится как «работник по перламутру». Позднее он обратился к архитектуре, став учеником Синана, самого знаменитого османского архитектора. Мехмед Ага стал его главным помощником, отвечающим за мастерскую в отсутствие Синана.

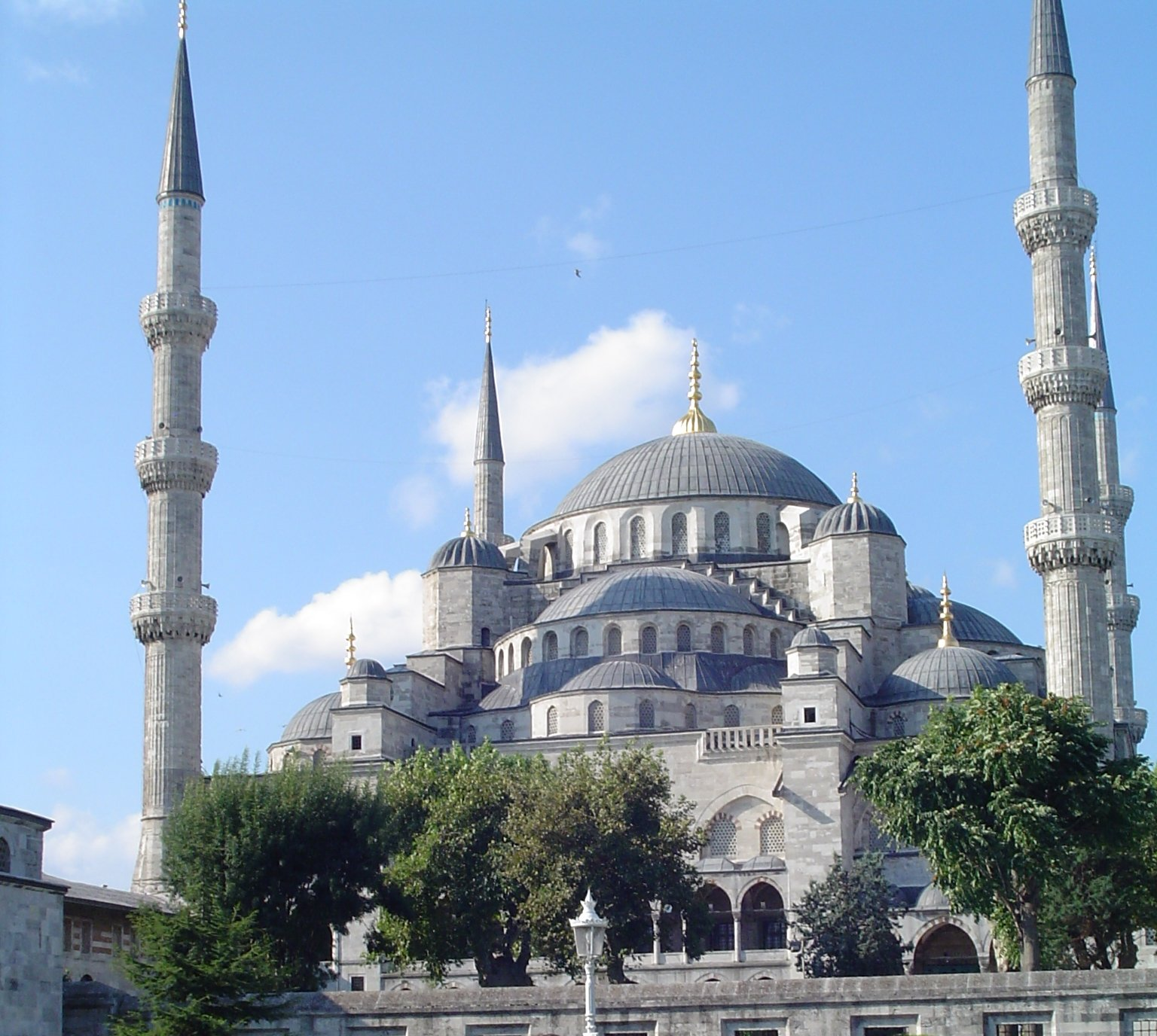
Голубая мечеть в Стамбуле считается главным творением Седефкара Мехмеда Аги.

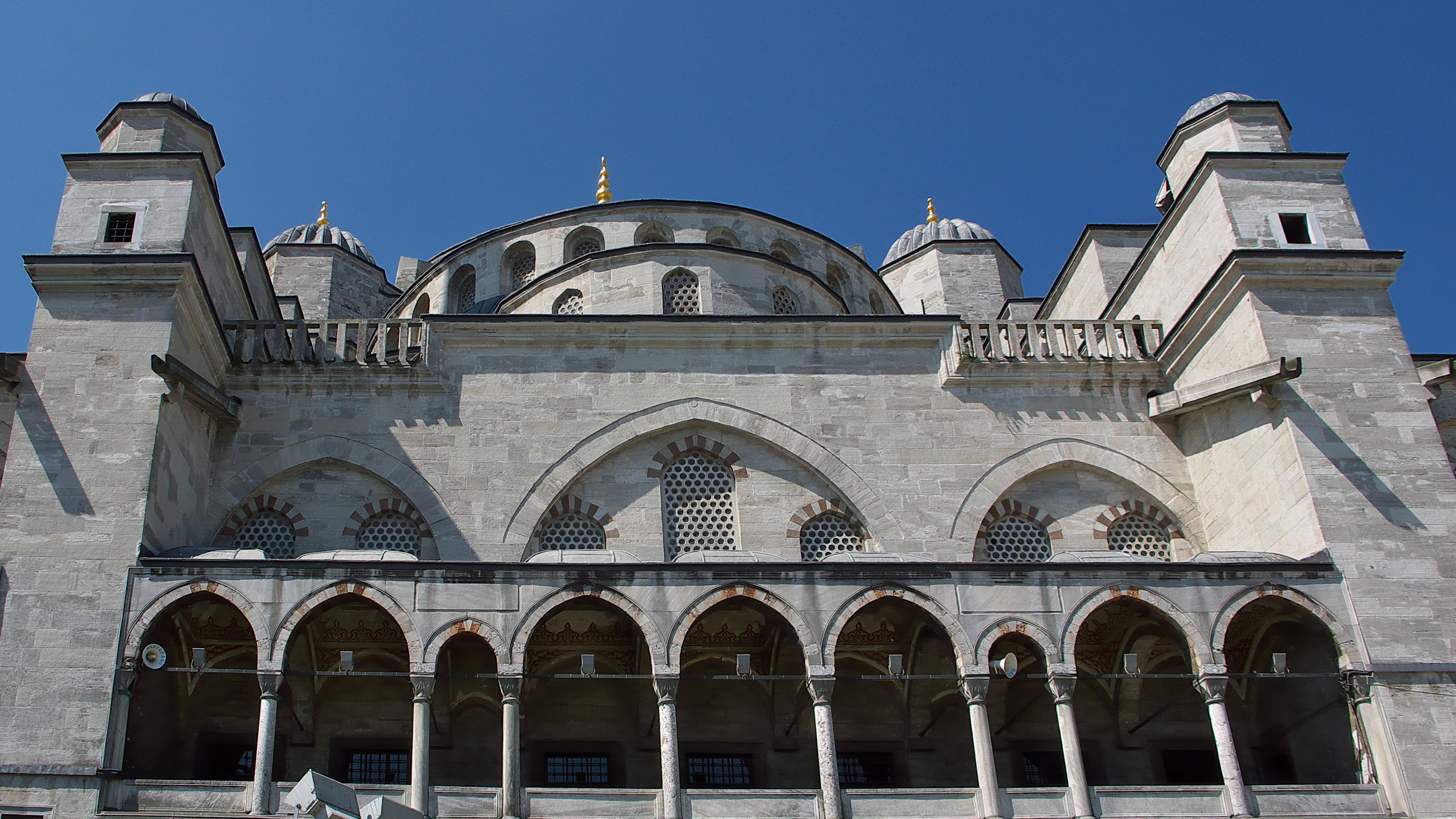
Северо-восточный фасад Голубой мечети

В январе 1586 года ему было поручено завершить строительство мечети Мурадие в Манисе, начатое его учителем Синаном. Мехмед Ага преподнёс султану Мураду III шкатулку с Кораном (возможно, по совету Синана) и был назначен привратником (kapıcı). После смерти Синана в 1588 году, Мехмед Ага, его главный помощник, не был назначен его преемником. На это место великий визирь поставил Давута Агу, мастера водных путей.
Когда в 1591 году Мехмед Ага подарил султану богато украшенный колчан, он был произведён в должность главного судебного пристава (мухзирбаши). В том же году он уже занял должность заместителя губернатора (mütesellin) Диярбакыра и инспектора работ. В последующие годы он посетил Аравию, Египет и Македонию. В 1597 году Мехмед Ага был назначен султаном Мехмедом III мастером водных путей. Ему также было велено возвести для султана Ахмеда I трон из орехового дерева, инкрустировав его перламутром и панцирем черепахи. Ныне он хранится во дворце Топкапы.
После казни Давута Аги в 1599 году его на посту главного архитектора при османском дворе сменил Далгыч Ахмет Ага. Последний являлся автором большой гробницы Мехмеда III в саду собора Святой Софии. В 1606 году Мехмеду Аге всё же удалось занять должность главного архитектора при дворе, сместив с него Далгыча Ахмета Агу.
С 1609 по 1616 год Мехмед Ага трудился исключительно над проектом мечети султана Ахмеда I, прозванной Голубой из-за цвета её плитки. Внешний облик мечети был создан на основе собора Святой Софии, шедевра византийской архитектуры, возведённом в VI веке, а также на работах его наставника Синана. Мечеть была построена в соответствии со строгой симметрией. Её венчает большой центральный купол, подпираемый четырьмя полукуполами и окружённый рядом небольших экседр.
Мехмед Ага умер в 1617 году примерно в то же время, что и султан Ахмед I.

## Наследие
Мехмед Ага оставил заметный след в архитектуре Стамбула. Площадь, на которой расположена Голубая мечеть, получила название Султанахмет. Эту мечеть традиционно считают вершиной в его творческой карьере. Мехмед Ага, который являлся последним учеником Синана, в этой своей работе соединил стиль своего главного учителя со своим более ярким и красочным.